# چوب‌پنبه

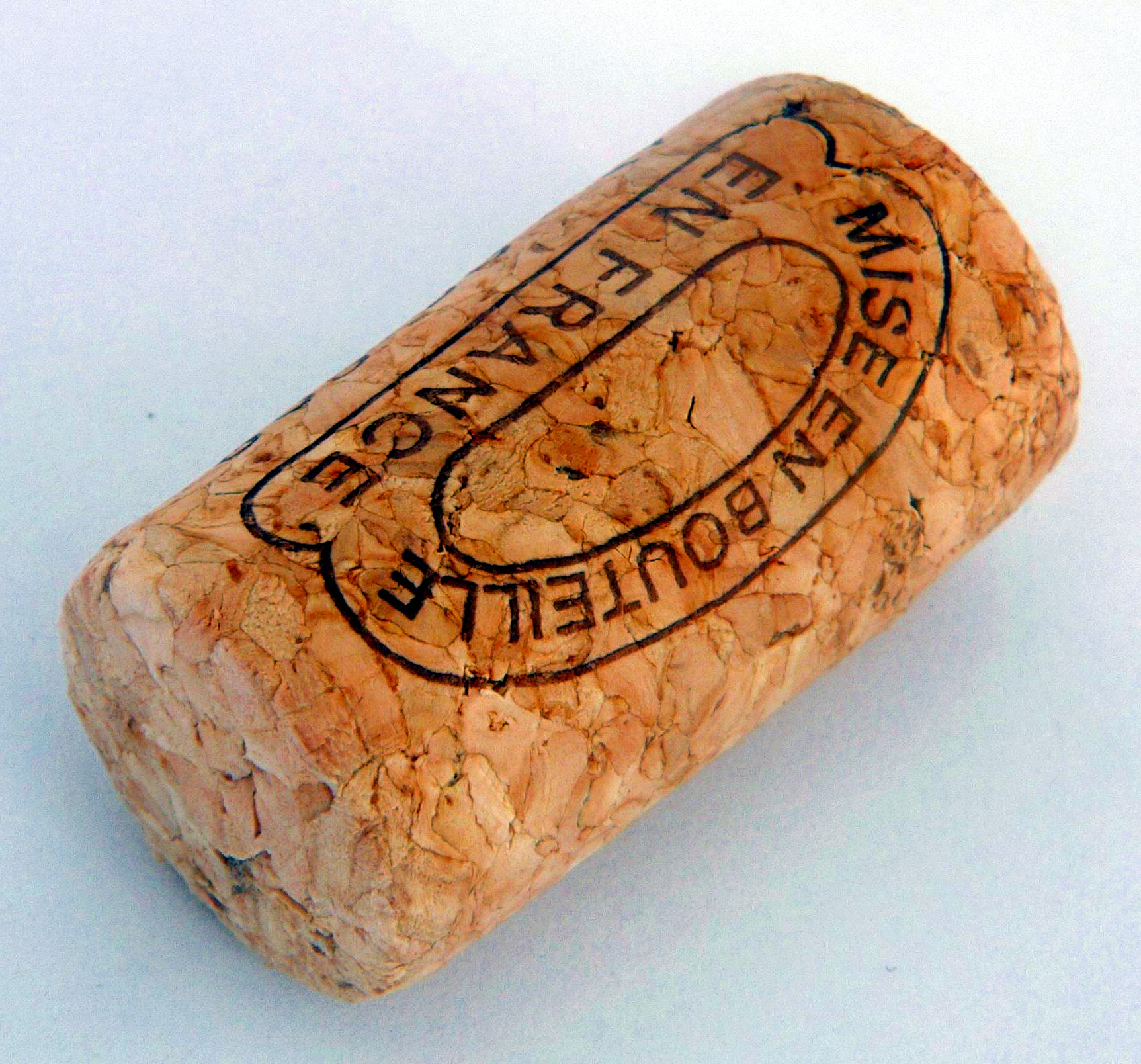
چوب پنبه سر بطری شراب

چوب پنبه (Cork) محصولی گیاهی است که از ماده آب‌گریز سوبرین (Suberine) تشکیل شده است. عمدتاً از پوست درخت بلوط چوب‌پنبه‌ای گرفته می‌شود.

## خواص فیزیکی
عایق و غیرقابل نفوذ (درمقابل مایعات و گازها) بوده و نرم، سبک و دارای چگالی ناچیز است و بریدن و شکل‌دهی آن بسیار ساده است. از نظر خواص فیزیکی بسیار شبیه به کوتین (Cutin) می‌باشد.

## خواص شیمیایی
چوب پنبه از ترکیبات زیر تشکیل شده‌است
- اسید فلونیک (O3 C22H42)
- اسید فلوئیونیک واسید سوبرینیک C17 O3 H30
- گلیسریدها
- سرین (O H32 C20)

## محیط زیست
صنعت چوب پنبه به عنوان صنعت دوستدار محیط زیست شناخته می‌شود. چرا که دارای عمر چرخه بازیافت ناچیز است. همچنین جنگلهای چوب پنبه، از بیابان‌زایی جلوگیری نموده و محل زندگی جانوران کمیاب و در معرض خطر است.

## موارد استفاده

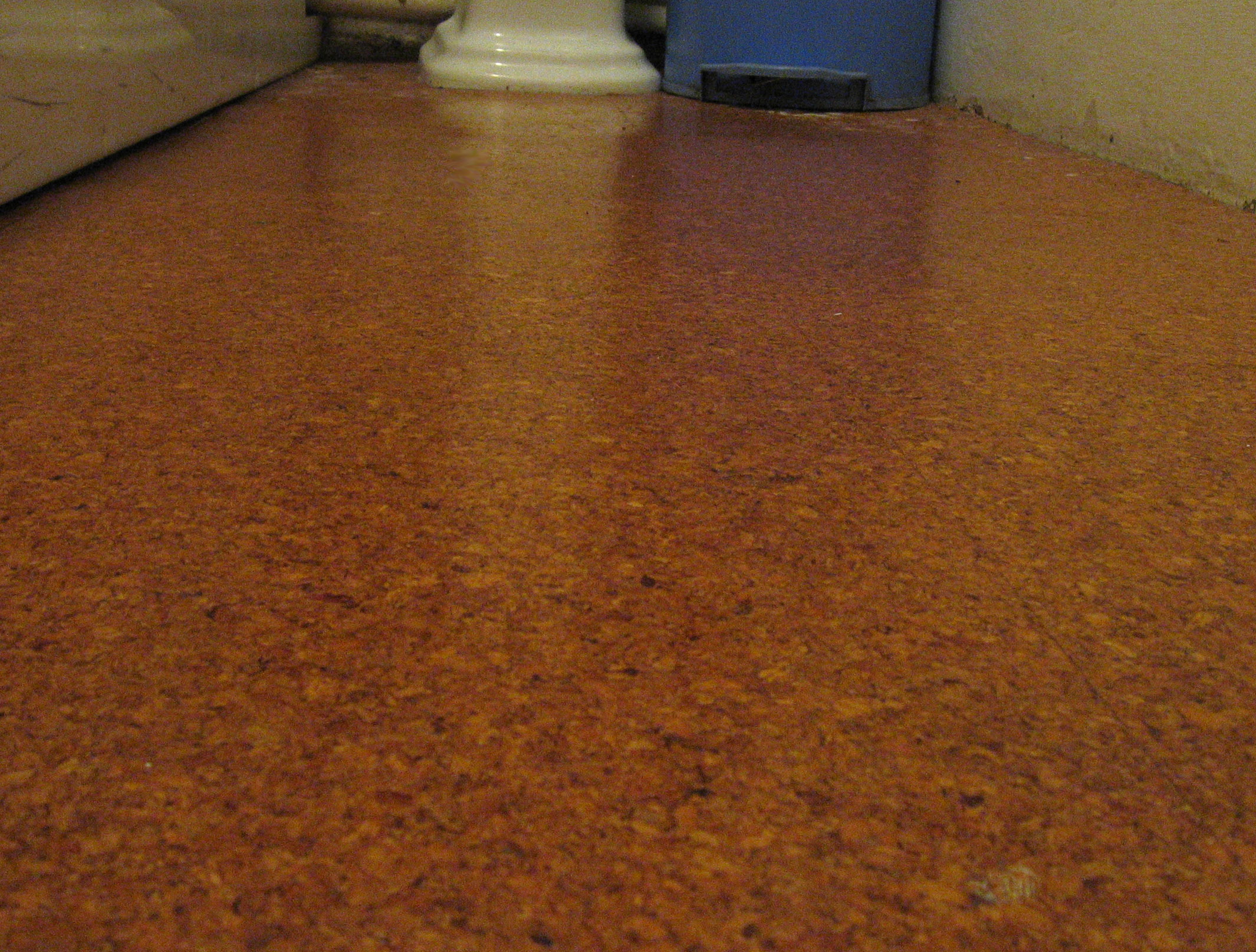
چوب پنبه به عنوان کفپوش سرویس بهداشتی

در گذشته در کنار چخماق برای روشن کردن آتش استفاده می‌شد. بعدها در قطعات استوانه‌ای شکل بریده و برای مسدود کردن درب بطری و شیشه استفاده گردید. حدود ۶۰٪ از کل چوب پنبه تولیدی جهان به مصرف درب بطری شراب می‌رسد. حدود ۸۰٪ از بطری‌های شراب تولید شده در جهان، سرپوش چوب پنبه‌ای دارند.
امروزه علاوه بر کاربرد سرپوش بطری‌ها، به عنوان کفپوش و دیوارپوش نیز به کار می‌رود.
از دیگر کاربردهای چوب پنبه، صنایع تولید آلات موسیقی، نمای برخی ساختمانها، صنایع ورزشی (بیسبال) و حتی تمبر پستی است. چوب پنبه در هنر نیز کاربرد دارد.

## ساختار علمی
سطح خارجی قسمت چوب شده برخی درختان دولپه‌ای و بازدانگان از چوب پنبه تشکیل می‌شود. بر روی قسمتهای زیرزمینی،‌ چوبی شده و آسیب دیده گیاه، یک یا چند لایه سوبرین تشکیل می‌شود. عمر پروتوپلاسم یاخته‌های چوب پنبه‌ای کوتاه است.

## تولید
چوب پنبه در سطح خارجی بسیاری از درختان تشکیل می‌شود؛ ولی تشکیل آن فقط در پاره‌ای از درختان آنقدر زیاد است که به مصرف صنعتی می‌رسد. درخت بلوط چوب‌پنبه‌ای از جمله درختانی است که چوب پنبه از پوست آن تولید می‌شود. برداشت اول محصول معمولا کیفیت مطلوبی نداشته و برای ساخت کفپوش، کفش، عایق و محصولات صنعتی دیگر به کار گرفته می‌شود.
پرتغال، اسپانیا و ایتالیا، بزرگترین تولیدکنندگان چوب پنبه در جهان هستند.